# Gare d'Ōmiya
La gare d'Ōmiya (大宮駅, Ōmiya-eki) est la gare ferroviaire principale de la ville de Saitama au Japon. Elle est située dans l'arrondissement d'Ōmiya, d'où son nom. C'est une gare d’échange majeure de la JR East, également desservie par les compagnies Tōbu et Saitama New Urban Transit.

## Situation ferroviaire
La gare d'Ōmiya est située au point kilométrique (PK) 31,3 de la ligne Shinkansen Tōhoku et au PK 30,3 de la ligne principale Tōhoku. Elle marque le début des lignes Shinkansen Jōetsu, Keihin-Tōhoku, Kawagoe, Takasai, Urban Park et Ina et la fin de la ligne Saikyō.

## Histoire
La gare a été inaugurée le 16 mars 1885 par la compagnie Nippon Railway. Le Shinkansen dessert la gare depuis 1982.

## Service des voyageurs

### Accueil
La gare dispose d'un bâtiment voyageurs, avec guichets, ouvert tous les jours.

### Desserte

#### JR East
- Voies de surface

| 1・2 | ■ Ligne Keihin-Tōhoku   | Ueno ・ Tokyo ・ Yokohama ・ Ōfuna                         |
| 3・4 | ■ Ligne Utsunomiya      | Akabane ・ Oku ・ Ueno                                     |
| 3・4 | ■ Ligne Shōnan-Shinjuku | Shinjuku ・ Yokohama ・ Ōfuna ・ Zushi                     |
| 3・4 | ■ Ligne Ueno-Tokyo      | Tokyo ・ Yokohama ・ Atami ・ Itō                          |
| 6・7 | ■ Ligne Takasaki        | Akabane ・ Oku ・ Ueno                                     |
| 6・7 | ■ Ligne Shōnan-Shinjuku | Shinjuku ・ Yokohama ・ Hiratsuka ・ Odawara               |
| 6・7 | ■ Ligne Ueno-Tokyo      | Tokyo ・ Yokohama ・ Atami ・ Itō                          |
| 8    | ■ Ligne Takasaki        | Kumagaya ・ Takasaki ・ Maebashi ・Naganohara-Kusatsuguchi |
| 9    | ■ Ligne Utsunomiya      | Oyama ・ Utsunomiya                                        |
| 11   | ■ Ligne Utsunomiya      | Oyama ・ Utsunomiya                                        |
| 11   | ■ Ligne Takasaki        | Kumagaya ・ Takasaki ・ Maebashi ・Naganohara-Kusatsuguchi |

- Voies Shinkansen

| 13・15 | Shinkansen                | Tokyo                                          |
| 16     | Ligne Shinkansen Tōhoku   | Utsunomiya ・ Sendai ・ Morioka ・ Shin-Aomori |
| 17     | Ligne Shinkansen Tōhoku   | Utsunomiya ・ Sendai ・ Morioka ・ Shin-Aomori |
| 17     | Ligne Shinkansen Yamagata | Fukushima ・ Yamagata ・ Shinjō                |
| 17     | Ligne Shinkansen Akita    | Morioka ・ Akita                               |
| 18     | Ligne Shinkansen Jōetsu   | Takasaki ・ Niigata                            |
| 18     | Ligne Shinkansen Hokuriku | Nagano ・ Toyama ・ Kanazawa ・ Tsuruga        |

- Voies souterraines

| 19・20 | ■ Ligne Saikyō  | Musashi-Urawa ・ Ikebukuro ・ Shinjuku ・ Ōsaki ・ Shin-Kiba (par la ligne Rinkai) |
| 21     | ■ Ligne Kawagoe | Sashiogi ・ Kawagoe                                                                |
| 22     | ■ Ligne Saikyō  | Musashi-Urawa ・ Ikebukuro ・ Shinjuku ・ Ōsaki ・ Shin-Kiba (par la ligne Rinkai) |
| 22     | ■ Ligne Kawagoe | Sashiogi ・ Kawagoe                                                                |

#### Tōbu
| 1・2 | TD Ligne Urban Park | Iwatsuki ・ Kasukabe ・ Nodashi ・ Kashiwa ・ Funabashi |

#### Saitama New Urban Transit
|  | ■ New Shuttle | Maruyama ・ Uchijuku |